# National Hockey League 1985/1986
National Hockey League 1985/1986 var den 69:e säsongen i NHL. 22 lag spelade 80 matcher var. Detta var första året då Presidents' Trophy delades ut. Trofen går till det lag som varit bäst under innan slutspelet. Och Edmonton Oilers vann priset.
Montreal Canadiens besegrade Calgary Flames med 4-1 i matcher och tog hem Stanley Cup för 23:e gången. Slutspelet drog igång den 9 april 1986.
Wayne Gretzky vann poängligan med 52 mål och 163 assist totalt 215 poäng på 80 matcher, som är rekord än idag för flest assist och poäng på en säsong.
Edmonton Oilers gjorde för 5:e säsongen i följd över 400 mål i grundserien, och är fortfarande det enda NHL-lag som gjort detta.
Några välkända debutanter:
- Gary Suter, Calgary Flames
- Brett Hull, Calgary Flames
- Adam Oates, Detroit Red Wings
- Kirk McLean, New Jersey Devils
- Scott Mellanby, Philadelphia Flyers
- Craig Simpson, Pittsburgh Penguins
- Wendel Clark, Toronto Maple Leafs
- Dave Lowry, Vancouver Canucks

## Grundserien 1985/1986

### Prince of Wales Conference
| Adams Division     | GP | V  | O  | F  | GM  | IM  | Pts |
| ------------------ | -- | -- | -- | -- | --- | --- | --- |
| Quebec Nordiques   | 80 | 43 | 6  | 31 | 330 | 289 | 92  |
| Montreal Canadiens | 80 | 40 | 7  | 33 | 330 | 280 | 87  |
| Boston Bruins      | 80 | 37 | 12 | 31 | 311 | 288 | 86  |
| Hartford Whalers   | 80 | 40 | 4  | 36 | 332 | 302 | 84  |
| Buffalo Sabres     | 80 | 37 | 6  | 37 | 296 | 291 | 80  |

| Patrick Division    | GP | V  | O  | F  | GM  | IM  | Pts |
| ------------------- | -- | -- | -- | -- | --- | --- | --- |
| Philadelphia Flyers | 80 | 53 | 4  | 23 | 335 | 241 | 110 |
| Washington Capitals | 80 | 50 | 7  | 23 | 315 | 272 | 107 |
| New York Islanders  | 80 | 39 | 12 | 29 | 327 | 284 | 90  |
| New York Rangers    | 80 | 36 | 6  | 38 | 280 | 276 | 78  |
| Pittsburgh Penguins | 80 | 34 | 8  | 38 | 313 | 305 | 76  |
| New Jersey Devils   | 80 | 28 | 3  | 49 | 300 | 374 | 59  |

### Clarence Campbell Conference
| Norris Division       | GP | V  | O | F  | GM  | IM  | Pts |
| --------------------- | -- | -- | - | -- | --- | --- | --- |
| Chicago Black Hawks   | 80 | 39 | 8 | 33 | 351 | 349 | 86  |
| Minnesota North Stars | 80 | 38 | 9 | 33 | 327 | 305 | 85  |
| St. Louis Blues       | 80 | 37 | 9 | 34 | 302 | 291 | 83  |
| Toronto Maple Leafs   | 80 | 25 | 7 | 48 | 311 | 386 | 57  |
| Detroit Red Wings     | 80 | 17 | 6 | 57 | 266 | 415 | 40  |

| Smythe Division   | GP | V  | O  | F  | GM  | IM  | Pts |
| ----------------- | -- | -- | -- | -- | --- | --- | --- |
| Edmonton Oilers   | 80 | 56 | 7  | 17 | 426 | 310 | 119 |
| Calgary Flames    | 80 | 40 | 9  | 31 | 354 | 315 | 89  |
| Winnipeg Jets     | 80 | 26 | 7  | 47 | 295 | 372 | 59  |
| Vancouver Canucks | 80 | 23 | 13 | 44 | 282 | 333 | 59  |
| Los Angeles Kings | 80 | 23 | 8  | 49 | 284 | 389 | 54  |

## Poängligan grundserien 1985/1986
Not: SM = Spelade matcher; M = Mål; A = Assists; Pts = Poäng
| Spelare        | Lag                   | SM | M  | A   | Pts |
| -------------- | --------------------- | -- | -- | --- | --- |
| Wayne Gretzky  | Edmonton Oilers       | 80 | 52 | 163 | 215 |
| Mario Lemieux  | Pittsburgh Penguins   | 79 | 48 | 93  | 141 |
| Paul Coffey    | Edmonton Oilers       | 79 | 48 | 90  | 138 |
| Jari Kurri     | Edmonton Oilers       | 78 | 68 | 63  | 131 |
| Mike Bossy     | New York Islanders    | 80 | 61 | 62  | 123 |
| Peter Stastny  | Quebec Nordiques      | 76 | 41 | 81  | 122 |
| Denis Savard   | Chicago Blackhawks    | 80 | 47 | 69  | 116 |
| Mats Näslund   | Montreal Canadiens    | 80 | 43 | 67  | 110 |
| Dale Hawerchuk | Winnipeg Jets         | 80 | 46 | 59  | 105 |
| Neal Broten    | Minnesota North Stars | 80 | 29 | 76  | 105 |

## Stanley Cup-final 1986
Calgary Flames vs. Montreal Canadiens
| Datum  | Hemma              | Mål | Borta              | Mål | Not     |
| ------ | ------------------ | --- | ------------------ | --- | ------- |
| 16 maj | Calgary Flames     | 5   | Montreal Canadiens | 2   |         |
| 18 maj | Calgary Flames     | 2   | Montreal Canadiens | 3   | SD 0.09 |
| 20 maj | Montreal Canadiens | 5   | Calgary Flames     | 3   |         |
| 22 maj | Montreal Canadiens | 1   | Calgary Flames     | 0   |         |
| 25 maj | Calgary Flames     | 3   | Montreal Canadiens | 4   |         |

## Slutspelet
16 lag gör upp om Stanley Cup. Åttondelsfinalerna avgjordes i bäst av fem matcher, från kvartsfinalerna avgjordes det i bäst av sju matcher.
|  | Åttondelsfinaler      | Åttondelsfinaler    |                    |   | Kvartsfinaler | Kvartsfinaler |  |  | Semifinaler | Semifinaler |  |  | Final | Final |
|  |                       |                     |                    |   |               |               |  |  |             |             |  |  |       |       |
|  |                       |                     |                    |   |               |               |  |  |             |             |  |  |       |       |
|  |                       |                     |                    |   |               |               |  |  |             |             |  |  |       |       |
|  | Philadelphia Flyers   | 2                   |                    |   |               |               |  |  |             |             |  |  |       |       |
|  | Philadelphia Flyers   | 2                   |                    |   |               |               |  |  |             |             |  |  |       |       |
|  | New York Rangers      | 3                   |                    |   |               |               |  |  |             |             |  |  |       |       |
|  | New York Rangers      | 3                   | New York Rangers   | 4 |               |               |  |  |             |             |  |  |       |       |
|  |                       |                     | New York Rangers   | 4 |               |               |  |  |             |             |  |  |       |       |
|  |                       | Washington Capitals | 2                  |   |               |               |  |  |             |             |  |  |       |       |
|  | Washington Capitals   | Washington Capitals | 2                  | 3 |               |               |  |  |             |             |  |  |       |       |
|  | Washington Capitals   |                     |                    | 3 |               |               |  |  |             |             |  |  |       |       |
|  | New York Islanders    | 0                   |                    |   |               |               |  |  |             |             |  |  |       |       |
|  | New York Islanders    | 0                   | New York Rangers   | 1 |               |               |  |  |             |             |  |  |       |       |
|  |                       |                     | New York Rangers   | 1 |               |               |  |  |             |             |  |  |       |       |
|  |                       | Montreal Canadiens  | 4                  |   |               |               |  |  |             |             |  |  |       |       |
|  | Montreal Canadiens    | Montreal Canadiens  | 4                  | 3 |               |               |  |  |             |             |  |  |       |       |
|  | Montreal Canadiens    |                     |                    | 3 |               |               |  |  |             |             |  |  |       |       |
|  | Boston Bruins         | 0                   |                    |   |               |               |  |  |             |             |  |  |       |       |
|  | Boston Bruins         | 0                   | Montreal Canadiens | 4 |               |               |  |  |             |             |  |  |       |       |
|  |                       |                     | Montreal Canadiens | 4 |               |               |  |  |             |             |  |  |       |       |
|  |                       | Hartford Whalers    | 3                  |   |               |               |  |  |             |             |  |  |       |       |
|  | Quebec Nordiques      | Hartford Whalers    | 3                  | 0 |               |               |  |  |             |             |  |  |       |       |
|  | Quebec Nordiques      |                     |                    | 0 |               |               |  |  |             |             |  |  |       |       |
|  | Hartford Whalers      | 3                   |                    |   |               |               |  |  |             |             |  |  |       |       |
|  | Hartford Whalers      | 3                   | Montreal Canadiens | 4 |               |               |  |  |             |             |  |  |       |       |
|  |                       |                     | Montreal Canadiens | 4 |               |               |  |  |             |             |  |  |       |       |
|  |                       | Calgary Flames      | 1                  |   |               |               |  |  |             |             |  |  |       |       |
|  | Edmonton Oilers       | Calgary Flames      | 1                  | 3 |               |               |  |  |             |             |  |  |       |       |
|  | Edmonton Oilers       |                     |                    | 3 |               |               |  |  |             |             |  |  |       |       |
|  | Vancouver Canucks     | 0                   |                    |   |               |               |  |  |             |             |  |  |       |       |
|  | Vancouver Canucks     | 0                   | Edmonton Oilers    | 3 |               |               |  |  |             |             |  |  |       |       |
|  |                       |                     | Edmonton Oilers    | 3 |               |               |  |  |             |             |  |  |       |       |
|  |                       | Calgary Flames      | 4                  |   |               |               |  |  |             |             |  |  |       |       |
|  | Calgary Flames        | Calgary Flames      | 4                  | 3 |               |               |  |  |             |             |  |  |       |       |
|  | Calgary Flames        |                     |                    | 3 |               |               |  |  |             |             |  |  |       |       |
|  | Winnipeg Jets         | 0                   |                    |   |               |               |  |  |             |             |  |  |       |       |
|  | Winnipeg Jets         | 0                   | Calgary Flames     | 4 |               |               |  |  |             |             |  |  |       |       |
|  |                       |                     | Calgary Flames     | 4 |               |               |  |  |             |             |  |  |       |       |
|  |                       | St. Louis Blues     | 3                  |   |               |               |  |  |             |             |  |  |       |       |
|  | Minnesota North Stars | St. Louis Blues     | 3                  | 2 |               |               |  |  |             |             |  |  |       |       |
|  | Minnesota North Stars |                     |                    | 2 |               |               |  |  |             |             |  |  |       |       |
|  | St. Louis Blues       | 3                   |                    |   |               |               |  |  |             |             |  |  |       |       |
|  | St. Louis Blues       | 3                   | St. Louis Blues    | 4 |               |               |  |  |             |             |  |  |       |       |
|  |                       |                     | St. Louis Blues    | 4 |               |               |  |  |             |             |  |  |       |       |
|  |                       | Toronto Maple Leafs | 3                  |   |               |               |  |  |             |             |  |  |       |       |
|  | Chicago Black Hawks   | Toronto Maple Leafs | 3                  | 0 |               |               |  |  |             |             |  |  |       |       |
|  | Chicago Black Hawks   |                     |                    | 0 |               |               |  |  |             |             |  |  |       |       |
|  | Toronto Maple Leafs   | 3                   |                    |   |               |               |  |  |             |             |  |  |       |       |
|  | Toronto Maple Leafs   | 3                   |                    |   |               |               |  |  |             |             |  |  |       |       |

## NHL awards
| 1985–86 NHL awards              | 1985–86 NHL awards                            |
| ------------------------------- | --------------------------------------------- |
| Presidents' Trophy:             | Edmonton Oilers                               |
| Prince of Wales Trophy:         | Montreal Canadiens                            |
| Clarence S. Campbell Bowl:      | Calgary Flames                                |
| Art Ross Memorial Trophy:       | Wayne Gretzky, Edmonton Oilers                |
| Bill Masterton Memorial Trophy: | Charlie Simmer, Boston Bruins                 |
| Calder Memorial Trophy:         | Gary Suter, Calgary Flames                    |
| Conn Smythe Trophy:             | Patrick Roy, Montreal Canadiens               |
| Frank J. Selke Trophy:          | Troy Murray, Chicago Black Hawks              |
| Hart Memorial Trophy:           | Wayne Gretzky, Edmonton Oilers                |
| Jack Adams Award:               | Glen Sather, Edmonton Oilers                  |
| James Norris Memorial Trophy:   | Paul Coffey, Edmonton Oilers                  |
| Lady Byng Memorial Trophy:      | Mike Bossy, New York Islanders                |
| Lester B. Pearson Award:        | Mario Lemieux, Pittsburgh Penguins            |
| NHL Plus/Minus Award:           | Mark Howe, Philadelphia Flyers,               |
| William M. Jennings Trophy:     | Bob Froese/Darren Jensen, Philadelphia Flyers |
| Vezina Trophy:                  | John Vanbiesbrouck, New York Rangers          |
| Lester Patrick Trophy:          | Jack MacInnes, Jack Riley                     |

## All-Star 1985/1986
| Första laget                         | Position | Andra laget                        |
| ------------------------------------ | -------- | ---------------------------------- |
| John Vanbiesbrouck, New York Rangers | M        | Bob Froese, Philadelphia Flyers    |
| Paul Coffey, Edmonton Oilers         | B        | Larry Robinson, Montreal Canadiens |
| Mark Howe, Philadelphia Flyers       | B        | Ray Bourque, Boston Bruins         |
| Wayne Gretzky, Edmonton Oilers       | C        | Mario Lemieux, Pittsburgh Penguins |
| Mike Bossy, New York Islanders       | HF       | Jari Kurri, Edmonton Oilers        |
| Michel Goulet, Quebec Nordiques      | VF       | Mats Näslund, Montreal Canadiens   |